# خيارة (إدلب)
خيارة قرية سورية تتبع ناحية سنجار في منطقة معرة النعمان في محافظة إدلب. بلغ عدد سكانها 673 نسمة في عام 2004 حسب إحصاء المكتب المركزي للإحصاء.